# واسیله آلکساندری
واسیله آلکساندری (به رومانیایی: Vasile Alecsandri; تلفظ رومانیایی: [vaˈsile aleksanˈdri]؛ ۲۱ ژوئیه ۱۸۲۱ – ۲۲ اوت ۱۸۹۰) شاعر، نمایشنامه‌نویس، سیاستمدار و دیپلمات اهل مولداوی بود. او آهنگ‌های محلی رومانیایی را جمع‌آوری کرد و یکی از اصلی‌ترین انیماتورهای جنبش قرن نوزدهم برای هویت فرهنگی رومانی و اتحادیه مولداوی و والاچیا بود.  